# El gato montés
El gato montés es una ópera en tres actos escrita y compuesta por el español Manuel Penella Moreno. Fue estrenada en el Teatro Principal de Valencia el 22 de febrero de 1917, aunque durante mucho tiempo se ha adelantado un año este dato, por error.
En su primera representación la función tuvo un gran éxito, que se repetiría en sus estrenos en Madrid (Gran Teatro, 1 de junio de 1917) y Nueva York (Park Theatre, diciembre de 1920-febrero de 1921). En las representaciones de Nueva York intervinieron Pastora Imperio y Concha Piquer.
La ópera, que contiene un popular pasodoble, rara vez se representa en la actualidad; en las estadísticas de Operabase no aparece entre las óperas representadas en el período 2005-2010. Sin embargo, ha estado en cartel en el Teatro de la Zarzuela de Madrid en marzo de 2012 y en el Palau de les Arts de València en la temporada 2016/2017 .
La primera representación de esta ópera en Alemania tuvo lugar el 25 de mayo de 2018 en el Pfalztheater de  la ciudad de Kaiserslautern, bajo la dirección del español Rodrigo Tomillo.

## Argumento
La obra, dividida en tres actos, se desarrolla en Andalucía y trata de la rivalidad entre un torero, Rafael Ruiz, y un bandolero, Juanillo —el "Gato Montés"— por el amor de la gitana Soleá. Esta ama en realidad al bandolero, quien se convirtió en un delincuente por defender su honor, pero se siente unida al torero por un lazo de gratitud, ya que la acogió en su casa cuando vagaba por las calles. Los dos rivales se enfrentan en un duelo a navaja, pero los separa Soleá. Juanillo amenaza a Rafael con matarlo si el domingo siguiente no se deja coger por un toro en la corrida. El domingo siguiente Rafael sufre una cogida en la plaza de toros de Sevilla y muere en brazos de Soleá, quien, al ver morir a Rafael, muere también. Juanillo se lleva el cadáver de Soleá a su guarida en la sierra, pero es perseguido hasta allí. Careciendo de sentido su vida tras la muerte de Soleá, decide morir y hace que uno de sus hombres le dispare antes de caer en manos de sus perseguidores
Los escenarios son un cortijo de la campiña, una casa sevillana, el patio de caballos de la Maestranza de Sevilla y la cueva del bandolero, en la sierra.